# Renoncement aux soins
Le renoncement aux soins est l'attitude d'un patient qui renonce à des soins de santé dont il aurait pourtant besoin. Les raisons en sont variées : motifs financiers (c'est-à-dire des revenus trop faibles et une assurance maladie insuffisante pour couvrir les frais), difficulté à obtenir un rendez-vous dans un délai raisonnable, etc.

## Le renoncement aux soins: un indicateur d’inégalités sociales
Le renoncement aux soins permet d'identifier "les facteurs objectifs et subjectifs de non-recours à un soin ou à un professionnel de santé". Plusieurs études existent (dont le BRS) et montrent que les personnes en situation de précarité sont les plus touchées.
Une personne sur quatre est touchée par le renoncement au soin

## Impact sur les statistiques
Quand, et là où, les rendez-vous sont rares ou difficiles d’accès, le renoncement aux soins peut fausser les statistiques du besoin médical en faisant sous-estimer les besoins de la population ; en effet dans ce type de contexte, le nombre de consultations enregistrées reflète les rendez-vous que les gens ont réussi à obtenir, et non ce dont ils auraient eu besoin.

## Les motifs de renoncements aux soins
Il existe plusieurs raisons qui conduisent les personnes à ne pas se faire soigner, comme par exemple :
- complexité des démarches vers les soins ;
- ne possède pas de véhicule pour se déplacer ;
- des territoires en manque de médecins : en 2022, une quarantaine de départements français sont sous le seuil critique de 40 professionnels pour 100 000 habitants[6] ;
- délais de rendez-vous trop longs ;
- la peur de se rendre chez le professionnel de santé ;
- certains tabous ou crainte de stigmatisation et discrimination vécues ou anticipées concernant l'accès aux parcours de soins en santé sexuelle pour des migrants, réfugiés, sans papiers, personnes racisées, travailleurs du sexe et/ou appartenant à des minorités sexuelles[7],[8],[9],[10],[11].
- l'absence d'une complémentaire santé ;
- l'automédication ;
- le coût : prix du soin élevé, reste à charge important pour l'assuré ou encore l'impossibilité d'avancer les frais…

Le motif financier est celui qui est le plus avancé par les sondés.

## Les "personnes pauvres" sont les plus touchées par le renoncement aux soins
D’après l’enquête "Statistiques sur les ressources et conditions de vie" (SRCV) réalisée par l’Insee en 2017, les "personnes pauvres" ont 3 fois plus de risques de renoncer à des soins que les autres. Elles renoncent même parfois aux soins gratuits et pas uniquement pour des raisons de coûts pour l'individu, d'autres causes étant « liés aux environnements économique, social et physique, aux caractéristiques, expériences et comportements individuels, ainsi qu’aux services de santé et de système de soins disponibles ».